# Rachel Komisarz
Rachel Komisarz (Warren, Estados Unidos, 5 de diciembre de 1976) es una nadadora estadounidense retirada especializada en pruebas de estilo mariposa, donde consiguió ser subcampeona mundial en 2007 en los 4 x 100 metros estilos.

## Carrera deportiva
En el Campeonato Mundial de Natación de 2007 celebrado en Melbourne ganó la medalla de plata en los relevos de 4 x 100 metros estilos, nadando el largo de mariposa, con un tiempo de 3:58.31 segundos, tras Australia (oro con 3:55.74 segundos que fue récord del mundo) y por delante de China (bronce con 4:01.97 segundos).
Ganó la medalla de oro en los Juegos Olímpicos de Atenas 2004 en la prueba de 4x200 metros libres tras nadar las series eliminatorias, y durante esos mismos juegos ganó también la medalla de plata nadando las series eliminatorias de la prueba de 4x100 metros estilos.

## Palmarés internacional
| Juegos Olímpicos               | Juegos Olímpicos      | Juegos Olímpicos | Juegos Olímpicos |
| Año                            | Lugar                 | Medalla          | Prueba           |
| ------------------------------ | --------------------- | ---------------- | ---------------- |
| 2004                           | Atenas (Grecia)       | Medalla de oro   | 4x200 m libres   |
| 2004                           | Atenas (Grecia)       | Medalla de plata | 4x100 m estilos  |
| Campeonato Mundial de Natación |                       |                  |                  |
| 2003                           | Barcelona (España)    | Medalla de oro   | 4x200 m libres   |
| 2005                           | Montreal (Canadá)     | Medalla de oro   | 4x200 m libres   |
| 2005                           | Montreal (Canadá)     | Medalla de plata | 4x100 m estilos  |
| 2007                           | Melbourne (Australia) | Medalla de plata | 4x100 m estilos  |